# Đại lượng vô hướng
Trong vật lý, một đại lượng vô hướng là một đại lượng vật lý không thay đổi khi xoay hoặc chuyển dịch hệ tọa độ (trong cơ học Newton), hoặc phép biến đổi Lorentz hoặc chuyển dịch không-thời gian (thuyết tương đối). Đại lượng vô hướng là một đại lượng được miêu tả bằng một số cụ thể, không hướng, không chiều. Ví dụ như: khối lượng, áp suất khí quyển và tốc độ.